# Chrysoritis orientalis
Chrysoritis orientalis is een vlinder uit de familie van de Lycaenidae. De wetenschappelijke naam van de soort is voor het eerst gepubliceerd in 1976 door David Abraham Swanepoel.
De soort komt voor in Zuid-Afrika (Kwazoeloe-Natal en Oost-Kaap).